# 纽约市主场迎战霍默·辛普森
《纽约市主场迎战霍默·辛普森》（英語："The City of New York vs. Homer Simpson"）是美国动画情景喜剧《辛普森一家》第9季的第1集，也是全剧的第179集，于1997年9月21日通过福克斯广播公司在美国首播。在这一集里，巴尼·冈布尔开走了辛普森家的车后直接扔在世界贸易中心大楼外，为此这家人前往曼哈頓将车取回。停了一段时间的车已经被开出多张罚单，还装有车轮锁，无法开走。霍默非常讨厌纽约，所以一家人到达后由他留在车旁等待交通督导员拆除车轮锁，其他人则在城内游览。
编剧伊安·马克斯通-格雷厄姆有意以辛普森家族前往纽约取回丢失的车为题材制作一集节目。执行制作人比尔·欧克利和乔希·温斯坦提议将车停在世界贸易中心的奥斯汀·托宾广场，觉得最好是选择这么一处广为人知的地点。为了详细描绘出曼哈顿区的风景，剧组做了大量工作。本集节目获得评论员的普遍好评，并从此进入《辛普森一家》的荣誉作品名单。剧中的一曲《你正签到》获得两项大奖。由于世界贸易中心在剧情中起重要作用，九一一袭击事件发生后，许多地区停止在联卖中发售《纽约市主场迎战霍默·辛普森》，直到多年后才恢复。

## 剧情
春田镇居民莫告诉霍默和几位朋友，因为全镇91%的交通事故都是由他们引发，所以他们必须选出指定司机。几人决定抽签，最终巴尼落败，成为指定司机。巴尼开着霍默的车送一众酒友回家，霍默同意巴尼把车开回自己家，以为对方第二天早上就会归还。但让霍默深感郁闷的是，巴尼从此连人带车踪影全无。两个月后，巴尼才出现在莫的小酒馆，只是他既想不起把车停在什么地方，也记不得过去两个月里到底发生了什么，只记得自己在维拉诺瓦大学或是某个街角发表过客座讲座。霍默之后收到纽约市政府寄来的信，告知他的车停在世界贸易中心广场中央。霍默告诉家人，自己17岁那年到过纽约，留下的印象非常差，有人偷他的东西（甚至还有警察）、还被伍迪·艾伦把垃圾倒在头上，由于把香蕉皮扔到了皮条客身上，他还被对方追赶，最终雪上加霜的是，他还受到地下怪物的攻击。最终在玛琦和几个孩子的劝说下，霍默虽然不情愿，但还是同意同家人一同前去取回家里的车。
一家人搭乘客车前往纽约州，醒来时已经身在纽约市内，客车也即将走完全程。这时，玛琦向孩子们介绍城里的标志性建筑，霍默不慎踢到了另一人的脚，巴特则误以为一群哈西德派犹太人就是大胡子合唱团。一家人到达曼哈顿后决定，由霍默前去取回汽车，其他人则在城里参观。霍默发现自己的车被开了很多停车罚单，车轮也被锁了。等待交通督导员史蒂夫·格拉保斯基（Steve Grabowski）前来拆除车轮锁期间，霍默前去世界贸易中心南塔的室内观景台上厕所，但这里的厕所暂时不能使用，只能前去北塔顶楼附近上厕所。在此期间，格拉保斯基来到霍默的车前，看到车上没人就又开了张罚单离开了。与此同时，霍默的家人先后游览了自由女神像、小意大利和唐人街。巴特离开其他家人，独自前去参观《疯狂杂志》的办公室，还看到了令他顿感肃然起敬的艾尔弗雷德·E·纽曼（Alfred E. Neuman）。一家人前去观看了一部有关贝蒂·福特诊所的百老汇音乐剧，然后乘马车经过中央公园，计划与霍默会合。
霍默回到车旁，发现时间不早，自己必须前往中央公园同家人汇合，因此不顾车轮锁强行上路，导致车的挡泥板受损。霍默停在道路施工队旁，偷了把手持式凿岩机来拆除车轮锁，结果锁是拆了，但车受到的破坏程度更为严重。霍默引起交通受堵，被镜头拍了下来，但他还是驾车逃离，穿过中央公园期间还造成多人的野餐及一场篮球赛中断。最终一家人一起返回春田镇，其他人都觉得此次纽约之行非常美好，只有霍默仍然对之忿恨不已。

## 制作

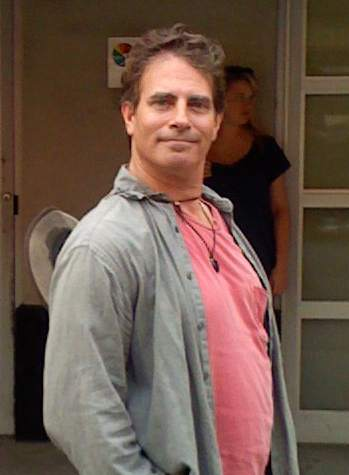
为了让节目中的镜头更加贴近事实，大卫·斯沃曼前往曼哈顿拍下许多照片。

编剧伊安·马克斯通-格雷厄姆（Ian Maxtone-Graham）曾在纽约生活，他有意以辛普森家族前往纽约取回丢失的车为题材制作一集节目，觉得这会是“经典的曼哈顿”题材。比尔·欧克利（Bill Oakley）曾于1973年世界贸易中心双子塔竣工时前往参观，他提议将霍默的车停到世贸中心广场。乔希·温斯坦（Josh Weinstein）对此表示：“当我们意识到两座高楼之间有个广场时，我们就知道把霍默的车停在那里肯定再好不过”。
根据剧组的安排，动画师们需要让剧中的纽约市与现实情况高度匹配，大卫·斯沃曼（David Silverman）为此被派往曼哈顿，周绕世贸中心周边地区拍下数以百计的照片。接下来，兰斯·怀尔德（Lance Wilder）及其工作组开始制作新场景和背景，将包括各种标志及数百个临时演员这样的复杂细节融入其中，以求更加准确地展现城市风貌。欧克利和温斯坦对最后的成果感到满意，两人都指出，片中的建筑、街道甚至电梯间都和实际情况非常相似。节目最后一个镜头是一家人乘车从乔治华盛顿大桥驶离纽约，演职人员名单开始涌现，镜头视角起初停在汽车后窗、再移至侧面，然后又切换成纽约市的全景视角，仿佛整段是从直升机上拍摄。为了达成这样的效果，工作人员制作出汽车逐渐开过桥梁视角的计算机模型，然后将之打印出来。接下来再将打印图稿复印，用于追踪各动画镜头胶片。由于计算机动画当时还没有大范围普及，因此这一工序耗费高昂而且非常费时。导演吉姆·里尔顿（Jim Reardon）对结局有类似构想，他说：“我记得每部在纽约取景的电影如果是从桥上离开，都会有逐渐拉远的镜头。”节目播出前不久，剧组还特意同福克斯公司取得联系，请他们不要在片尾出现演职人员字幕时插播广告。
剧中音乐曲目《你正签到》（You're Checkin' In）由肯·基勒（Ken Keeler）作词，他用了两个小时独自在房间里谱写出这首歌。接下来他同其他剧组成员共同探讨歌词，对之做了一些调整，但总体改动很小。比尔·欧克利对其中一句歌词“嘿，那只是我的阿司匹林！”不是很满意，觉得还有改善空间。

## 文化指涉

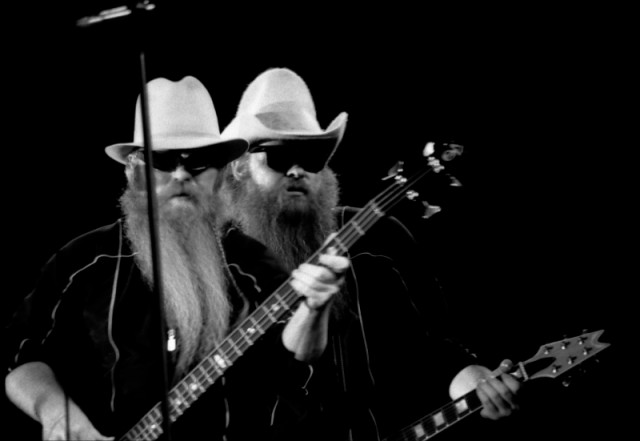
巴特误将一群哈西德派犹太人当成是大胡子合唱团（图）

片中杜夫曼首次及其后出场时响起的歌曲是Yello乐队的《哦耶》（Oh Yeah），这首歌是通过1986年电影《春天不是读书天》的最后一个镜头而变得广为人知。霍默看到的雷式披萨店并不是位于小意大利的名店，而是讽刺一家独立经营、但在店名中加上“雷”（Ray）字的披萨店。片中法拉盛草原桥段的音乐段落则从风格上模仿了莱奥·德利布歌剧《拉克美》（Lakmé）选段《花之二重唱》（Flower Duet）。辛普森家族搭乘的旅行客车经过一群哈西德派犹太人，巴特误以为他们就是大胡子合唱团，之后他到访《疯狂》杂志社办公室，还看到了虚构人物艾尔弗雷德··纽曼和动画师戴夫·伯格（Dave Berg）。《你正签到》中出现的男演员是根据小罗伯特·唐尼在1987年电影《零下的激情》（Less Than Zero） 中饰演的朱利安·韦尔斯（Julian Wells）改编，唐尼在本集节目拍摄期间正努力戒除可卡因上瘾，动画片中的角色也是如此。霍默驾车和马车并排在中央公园疾行的桥段是模仿电影《宾汉》中的类似镜头。片尾一家人经过乔治华盛顿大桥时，背景响起歌曲《〈纽约，纽约〉的主题》，并在片尾字幕期间继续播放。
霍默之前在纽约的不快经历包含多种文化参照。首先，霍默回忆期间的背景音乐是《演艺人》（The Entertainer），这首曲目因1973年电影《骗中骗》而闻名于世。编剧伊安·马克斯通-格雷厄姆向导演吉姆·里尔顿推荐了这曲拉格，请他将之融入霍默的回忆桥段。马克斯通-格雷厄姆之后表示：“事实证明，这段音乐和视觉噱头配合相得益彰。”回忆桥段开始时，霍默经过3家色情电影院，分别播放《教父的那活儿2》（The Godfather's Parts, II）、《杰里迈亚的大老二》（Jeremiah's Johnson）和《五部低俗的戏剧》（Five Sleazy Pieces），分别恶搞电影《教父2》、《猛虎过山》（Jeremiah Johnson，直译为《杰里迈亚·约翰逊》）和《五支歌》（Five Easy Pieces，直译为《五部轻松的戏剧》）。回忆戏段中还可以看到伍迪·艾伦将垃圾从窗口倒出，正落在霍默身上。

## 反响
《纽约市主场迎战霍默·辛普森》于1997年9月21日通过福克斯在美国首播。根据尼尔森收视率调查结果，节目的收视率为10.7，相当于吸引了约1050万家庭观看，在9月15至21日这周的所有美国电视节目里排名第18。这个成绩超越《山丘之王》（King of the Hill）第2季第1集《怎么在无需真正尝试的情况下打响步枪》（How to Fire a Rifle Without Really Trying），成为福克斯该周电视节目的收视冠军。
节目获得评论员的普遍好评。歌曲《你正签到》获1998年黄金时段艾美奖音乐和歌词杰出个人成就奖，还获同年安妮奖动画电视节目杰出音乐奖。2003年，《娱乐周刊》为纪念《辛普森一家》播出300集而评选出最优秀的25集节目，《纽约市主场迎战霍默·辛普森》名列第13位，网站则在评选《辛普森一家》十佳剧集时将本集排名第7，并且在这两次评比的上榜作品中，都只有一集的播出日期比《纽约市主场迎战霍默·辛普森》更接近评选时间。将本集评为第9季最佳剧集，称“这是非常有趣的一集，以强劲音符拉开第9季的帷幕”。第9季套装发行后，多家报纸也称本集是该季最具水准的剧集。
英国评论网站的伊恩·琼斯（Ian Jones）和史蒂夫·威廉斯（Steve Williams）认为，《纽约市主场迎战霍默·辛普森》的情节毫无意义，人物塑造也流于平淡，各种影像噱头和插图相互脱节，是他们眼中《辛普森一家》最糟糕的开场。两人还在网站上的另一篇文章中表示，这集节目的品味格格不入，所以永远都不会在英国地面电视台播出，意指英国广播公司第二台原订于2001年10月开播《辛普森一家》的计划。

## 审查
由于世界贸易中心在本集剧情中的重要作用，因此节目在九一一袭击事件发生后从联卖中撤出。到2006年时，部分地区已经在联卖中恢复这一集，但还是有部分内容经常被剪。其中一段被剪的镜头为世贸中心双塔上两名男子的争吵，二号塔上的男子对一号塔上的男子喊道：“他们把所有的混蛋都放在一号楼上！”执行制片人比尔·欧克利表示，回想起来，这句台词“令人遗憾”。

## 扩展阅读
- Gray, Jonathan. . Critical Studies in Media Communication. 2005-08, 22 (3): 223–238  [2015-08-17]. doi:10.1080/07393180500201652.
- McNee, Fiona. . Prometheus (Routledge). 2002-09, 20 (3): 281–287  [2015-08-17]. doi:10.1080/08109020210141416. （原始内容存档于2022-02-04）.